# Ryu Ui-hyun
Ryu Ui-hyun (hangul: 류의현; RR: Ryu Ui-hyeon; 15 de abril de 1999) es un actor surcoreano.

## Biografía
Se graduó del Hanlim Multi Art School (한림연예예술고등학교).
En diciembre de 2018 comenzó a salir con la cantante Shin Hye-jeong, sin embargo en diciembre de 2019 se anunció que la relación había terminado.

## Carrera
Es miembro de la agencia Wayz Company (웨이즈컴퍼니).
En junio de 2013 se unió al elenco recurrente de la serie The Queen's Classroom donde dio vida a Jo Yeon-hoo, uno de los estudiantes de sexto grado de la clase 3.  
En septiembre de 2016 se unió al elenco recurrente de la serie Shopaholic Louis donde interpretó a Go Bok-nam, el hermano menor de Go Bok-shil (Nam Ji-hyun).
El 1 de junio de 2018 se unió al elenco principal de la serie web A-TEEN donde dio vida a Cha Gi-hyun, un estudiante y el novio de Yeo Bo-ram (Kim Su-hyun), hasta el final de la temporada el 16 de septiembre del mismmo año.
En abril de 2019 volvió a interpretar a Gi-hyun ahora durante la segunda temporada de la serie web A-teen, titulada A-TEEN 2. El 13 de junio del mismo año junto a los actores Shin Ye-eun, Choi Bo-min, Kim Dong-hee, Lee Na-eun, Kim Su-hyun y Kang Min-ah realizaron una reunión con los admiradores de A-TEEN 2 para celebrar que la serie había acumulado más de 35 millones de visitas.
En septiembre del mismo año se unió al elenco recurrente de la serie Beautiful Love, Wonderful Life (también conocida como Love is Beautiful, Life is Wonderful) donde interpretó a Moon Pa-rang, el hermano menor de Moon Tae-rang (Yoon Park), Moon Hae-rang (Jo Woo-ri) y Kang Shi-wol (Lee Tae-sun), hasta el final de la serie el 22 de marzo de 2020.
El febrero de 2021 se unió al elenco recurrente de la serie River Where the Moon Rises donde dio vida a Ta Ra-san, el hermano gemelo de Ta Ra-jin (Kim Hee-jung) y mejor amigo de Uhm Ga-jin (Kim So-hyun).
Ese mismo año se une al elenco principal de la serie web Two Universes donde interpreta a Baek Woo-joo, una implacable estrella en ascenso en el mundo del modelaje con un carisma que abruma a la audiencia.

## Filmografía

### Series de televisión
| Año     | Título                                                | Personaje                | Notas        | Ref.   |
| ------- | ----------------------------------------------------- | ------------------------ | ------------ | ------ |
| 2007    | New Heart                                             | -                        |              |        |
| 2008    | Bitter Sweet Life                                     | -                        |              |        |
| 2008    | You Stole My Heart                                    | -                        |              |        |
| 2008    | Spotlight                                             | -                        |              |        |
| 2008    | The Great King, Sejong                                | -                        |              |        |
| 2008    | Beethoven Virus                                       | -                        |              |        |
| 2009    | High Kick Through The Roof                            | -                        |              |        |
| 2009    | Can Anyone Love                                       | -                        |              |        |
| 2010    | Pink Lipstick                                         | Park Jung-woo (de joven) |              |        |
| 2013    | The Queen's Classroom                                 | Jo Yeon-hoo              |              |        |
| 2013    | Prime Minister & I                                    | Hyeon-seo                |              |        |
| 2016    | Shopaholic Louis                                      | Go Bok-nam               |              |        |
| 2017    | Naked Fireman                                         | Oh Sung-jin (de joven)   |              |        |
| 2019-20 | Beautiful Love, Wonderful Life                        | Moon Pa-rang             | 52 episodios |        |
| 2020    | School Strange Stories - "A Child Who Would Not Come" | Kang Dong-hee            | 2 episodios  |        |
| 2021    | River Where the Moon Rises                            | Ta Ra-san                |              |        |
| 2022-23 | Three Bold Siblings                                   | Jang Soo-bin             | 51 episodios | [ 11 ] |

### Series web
| Año  | Título                  | Personaje    | Notas                          | Ref.   |
| ---- | ----------------------- | ------------ | ------------------------------ | ------ |
| 2018 | A-TEEN                  | Cha Gi-hyun  | 24 episodios                   |        |
| 2018 | Go, Back Diary          | Cha Gi-hyun  | Aparición especial             |        |
| 2019 | Can Love Be Refunded    | Shrek        | 12 episodios                   | [ 12 ] |
| 2019 | A-TEEN 2                | Cha Gi-hyun  |                                | [ 13 ] |
| 2019 | Re-Feel                 | Cha Gi-hyun  | Aparición especial, ep. 1      |        |
| 2019 | Love Playlist: Season 4 | Cha Gi-hyun  | Aparición especial, ep. 4      |        |
| 2020 | Can You Deliver Time?   | Chae Min-bae | Ep. 8                          |        |
| 2020 | Twenty-Twenty           | Cha Gi-hyun  | Aparición especial, ep. 1 y 14 | [ 14 ] |
| 2021 | Two Universes           | Baek Woo-joo |                                |        |

### Películas
| Año  | Título                     | Personaje                | Notas                                                          | Ref.   |
| ---- | -------------------------- | ------------------------ | -------------------------------------------------------------- | ------ |
| 2009 | Where is Ronny...          | Chul-soo                 |                                                                |        |
| 2009 | The Righteous Thief        | Hong Moo-hyuk (de joven) |                                                                |        |
| 2010 | The Recipe                 | Park-min (de joven)      |                                                                |        |
| 2010 | A Better Tomorrow          | Kim Hyuk (de joven)      |                                                                |        |
| 2010 | The Man from Nowhere       | Repartidor               |                                                                |        |
| 2012 | Pacemaker                  | Joo Man-ho (de joven)    |                                                                |        |
| 2012 | Romance Joe                | Joven                    |                                                                |        |
| 2014 | For the Emperor            | Lee Hwan (de joven)      |                                                                |        |
| 2018 | Last Child                 | Oh Jung-seok             |                                                                |        |
| 2020 | The Flatterer (Flatterers) | Park Gun                 | junto a Dong Hyun-bae, Kim Ji-min, Lee Seung-il y Kim Dong-beo | [ 15 ] |
| 2022 | Everyday, We               | Kwon Ho-jae              | junto a Kim Sae-ron, Lee Chae-min y Choi Yu-ju                 | [ 16 ] |

### Anuncios
| Año | Título         | Notas |
| --- | -------------- | ----- |
| -   | 삼성생명       |       |
| -   | 콘푸로스트     |       |
| -   | 교촌치킨       |       |
| -   | 수학           |       |
| -   | 컬리수         |       |
| -   | 보금자리아파트 |       |
| -   | 리틀뱅뱅       |       |
| -   | 전시몰         |       |
| -   | 티몬           |       |